# Amai Manabilang
Amai Manabilang, Bumbalang jusqu'au 22 janvier 2015, est une localité de la province de Lanao du Sud, aux Philippines. En 2015, elle compte 10 401 habitants.